# Alina Szapocznikow
Alina Szapocznikow (Kalisz, 16 maggio 1926 – Parigi, 2 marzo 1973) è stata una scultrice polacca.

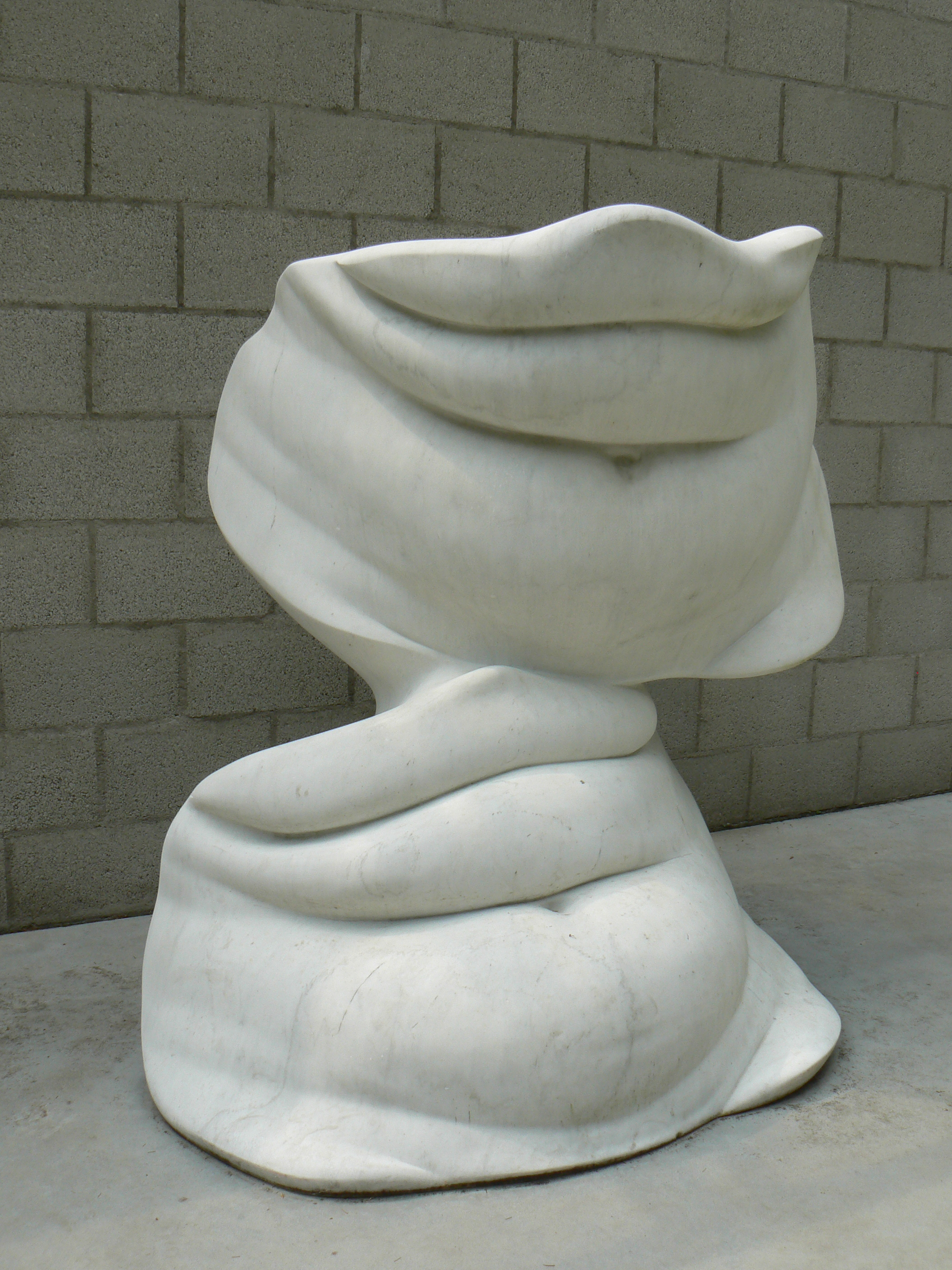
Alina Szapocznikow Grands Ventres, 1968, nel Museo Kröller-Müller.

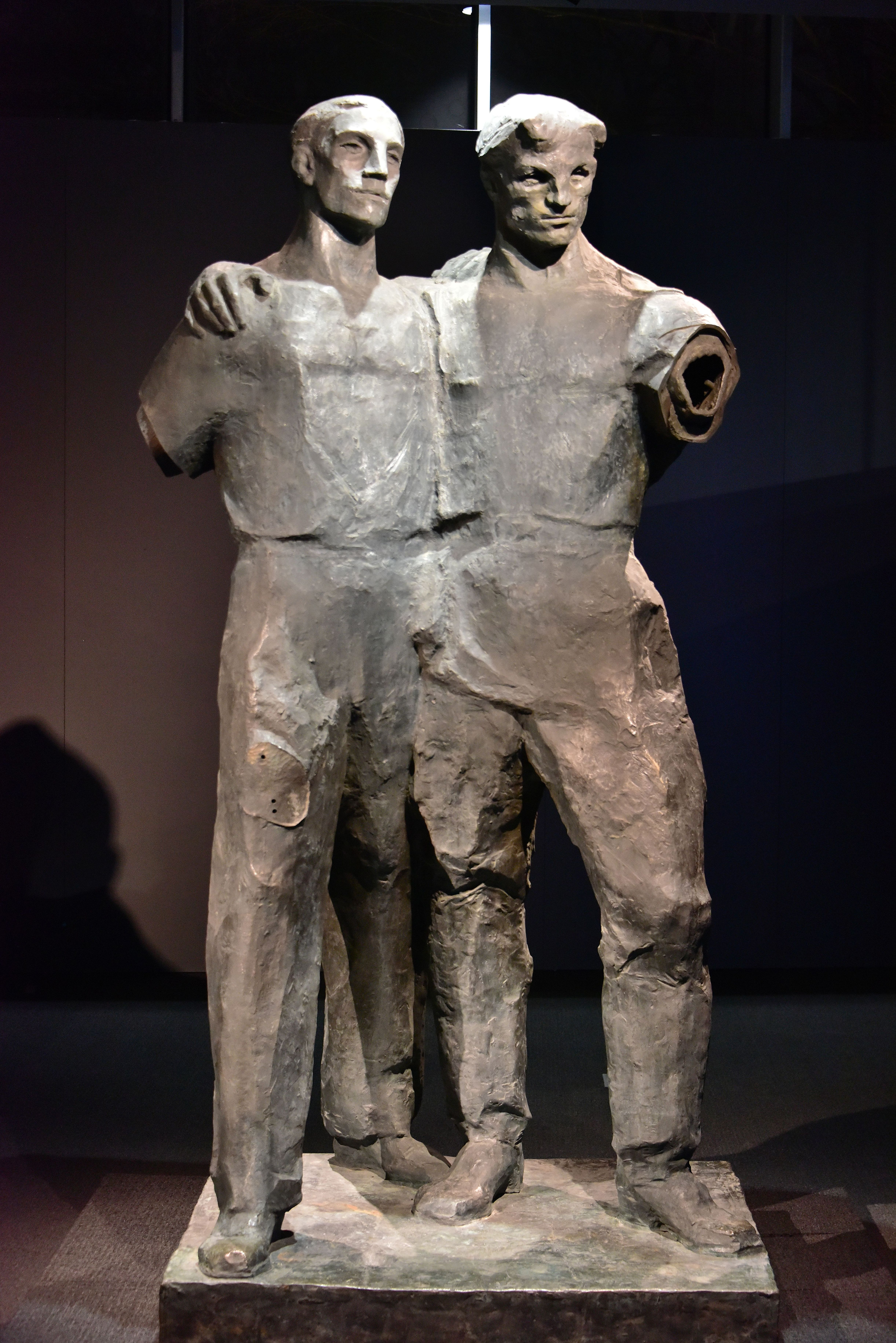
Amicizia, una scultura del realismo socialista di Szapocznikow, 1953-1954

Sopravvissuta alla Shoah, divenne poi uno degli scultori polacchi più importanti del dopoguerra,   Szapocznikow ha utilizzato mezzi diversi e sperimentali per indagare ed esaminare la forma umana, richiamando generi come il surrealismo, il nouveau realism e la pop art. 

## Biografia
Nata nel 1926 a Kalisz, in Polonia, da una famiglia ebrea, crebbe a Pabianice, vicino a Łódź. La sua infanzia fu sconvolta dallo scoppio della Seconda guerra mondiale. Szapocznikow venne imprigionata nei campi di concentramento nazisti di Auschwitz e Bergen-Belsen, prima di essere trasferita a Terezin nel 1943. Dopo la fine della guerra nel 1945, Szapocznikow si trasferì a Praga, dove iniziò la sua formazione formale in scultura. La sua formazione continuò presso l'École nationale supérieure des Beaux-Arts di Parigi, con Paul Niclausse. Tra la fine degli anni '40 e l'inizio degli anni '50 visse tra Praga e Parigi e in seguito si ammalò di tubercolosi peritoneale.
Nel 1952, Szapocznikow sposò lo storico dell'arte polacco Ryszard Stanisławski, ma il matrimonio finì nel 1958. Partecipò a numerosi concorsi per monumenti pubblici conformi alla dottrina del realismo socialista nella Polonia filosovietica. Dopo il disgelo di Krusciov, Szapocznikow tornò alle opere d'avanguardia, concentrandosi sul soggetto del proprio corpo, un tema che sarebbe rimasto centrale nel suo lavoro per tutto il resto della sua carriera artistica. Nel 1962 le viene offerta una mostra personale alla Biennale di Venezia e nel 1963 si trasferisce a Parigi, dove stringe amicizia con Pierre Restany e sperimenta materiali e tecniche innovative nella scultura. Szapocznikow morì nel marzo 1973 di cancro alle ossa. Dopo la caduta del comunismo in Polonia, il suo lavoro ottenne riconoscimenti a livello nazionale e all'estero, tra cui un'importante retrospettiva al Museum of Modern Art di New York nel 2013.